# Schwarzautal
Schwarzautal é um município da Áustria, situado no distrito de Leibnitz, na estado da Estíria. Tem 40,22 km² de área e sua população em 2019 foi estimada em 2.302 habitantes.